# Puerto de Alejandría
El Puerto de Alejandría (en árabe: ميناء الإسكندرية البحري) está al borde oeste del delta del Nilo, entre el mar Mediterráneo y el lago Mariout en Alejandría, Egipto. Considerada como la segunda ciudad más importante y el principal puerto de Egipto, maneja más de tres cuartas partes del comercio exterior de Egipto. El puerto de Alejandría se compone en realidad de dos puertos (Este y Oeste) separados por una península en forma de T. El puerto oriental es poco profundo y no es navegable por grandes barcos. El puerto occidental se utiliza para la navegación comercial. El puerto está formado por dos espigones convergentes.